# Stan Lazaridis
Stan Lazaridis (Perth, 1972. augusztus 16. –) ausztrál labdarúgó.